# 豚耳

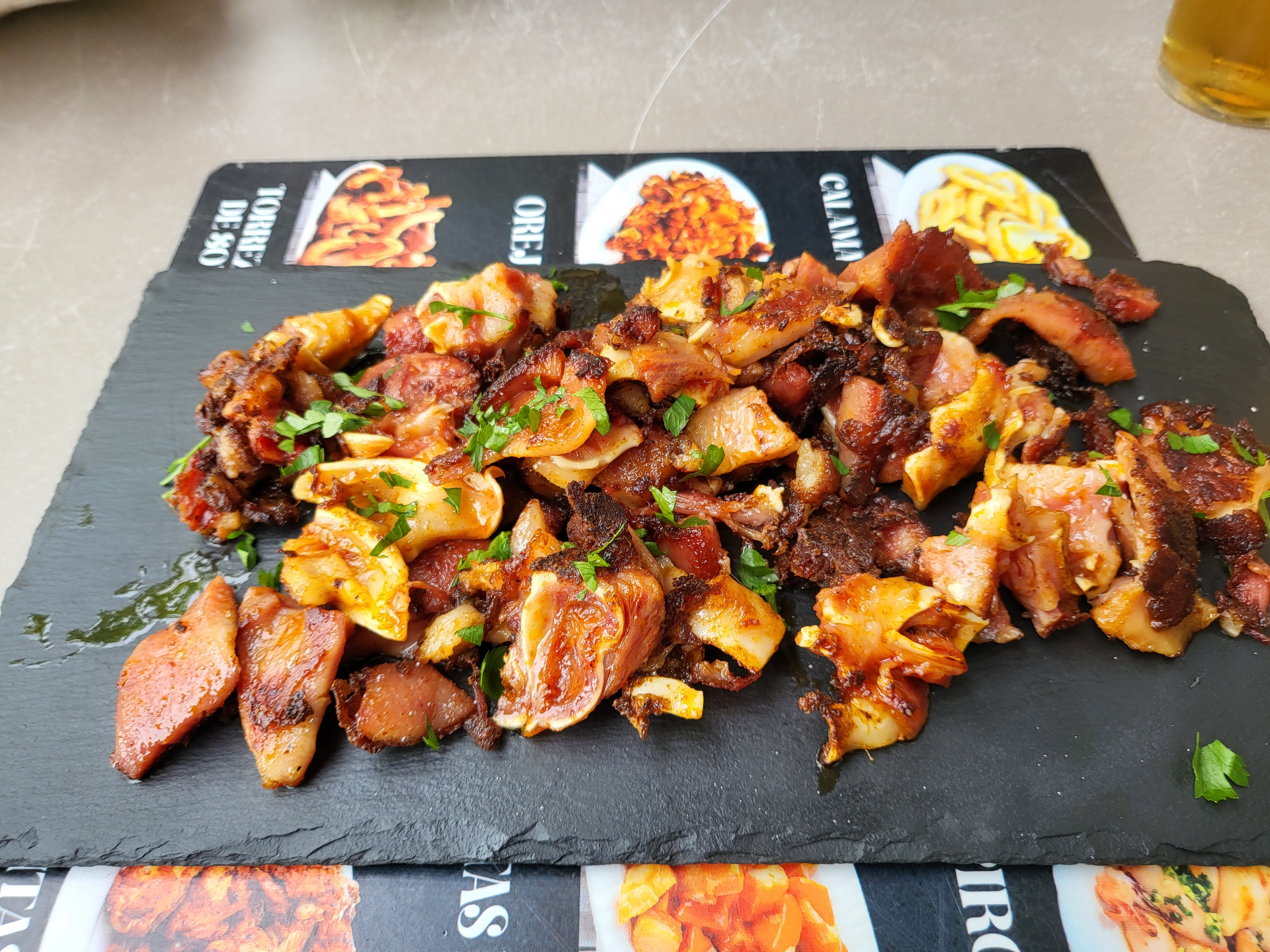
スペイン・マドリードのオレハ・デ・セルド

食材としての豚耳は、ブタの耳を調理したもの。世界各地の料理に見られる。

## ヒトの食材としての豚耳

### 日本国内における利用

#### 沖縄料理

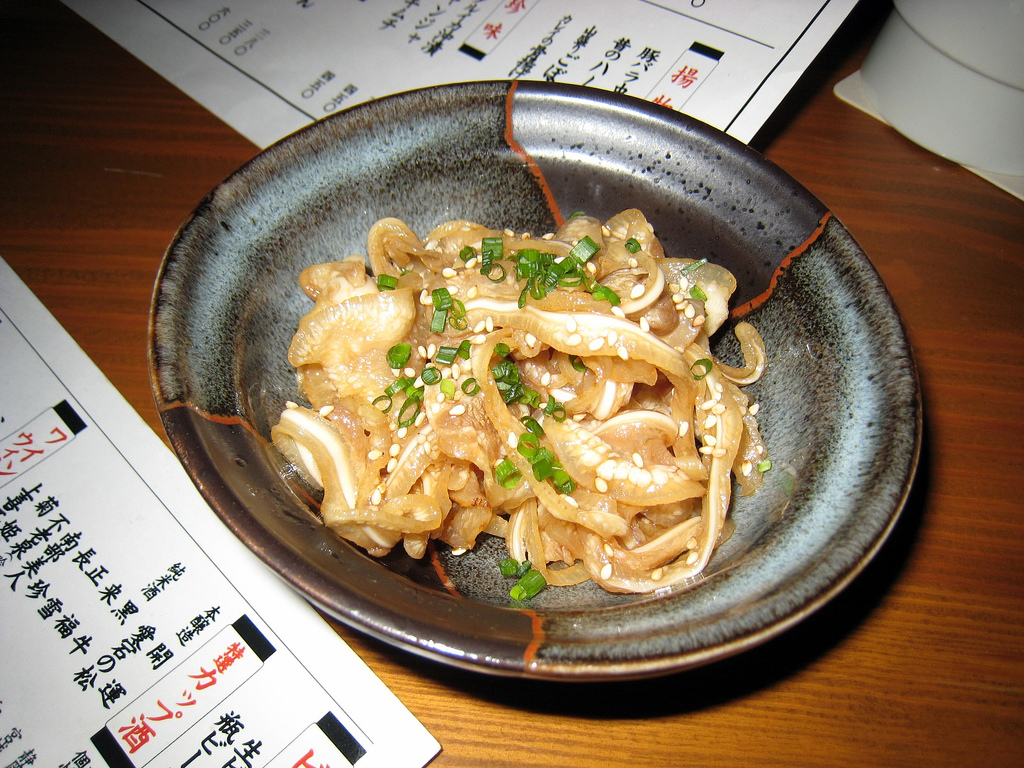
ミミガーかチラガーの薄切りにねぎを乗せたもの

沖縄料理では、豚耳はミミガー（耳皮の意）と呼ばれる。茹でたり酢漬けにしたりして調理し、酢の物にしたり、刺身にしたりして供される。沖縄では豚の顔の皮も食用とされており、チラガー（面皮が転じたもの）と呼ばれている。

#### 奄美料理
奄美料理では、豚耳はみんぐり、あるいはみんがわ（耳皮）と呼ばれ、味噌漬けや酢味噌和え、炒め物などにされる。

### アジアにおける利用

#### 中華料理
中華料理では、豚耳は前菜や副菜として使われることが多い。「豬耳朵」、あるいは略して「豬耳」と称されるほか、「層層脆」と呼ぶ地域もある。茹でるか煮込むかした後薄切りにし、醤油や豆板醤で味を調える。調理すると外側は豆腐のようなゼラチン質となり、真ん中の軟骨は歯ごたえがある食感になる。豚耳は温製でも冷製でも食される。

##### 広東料理

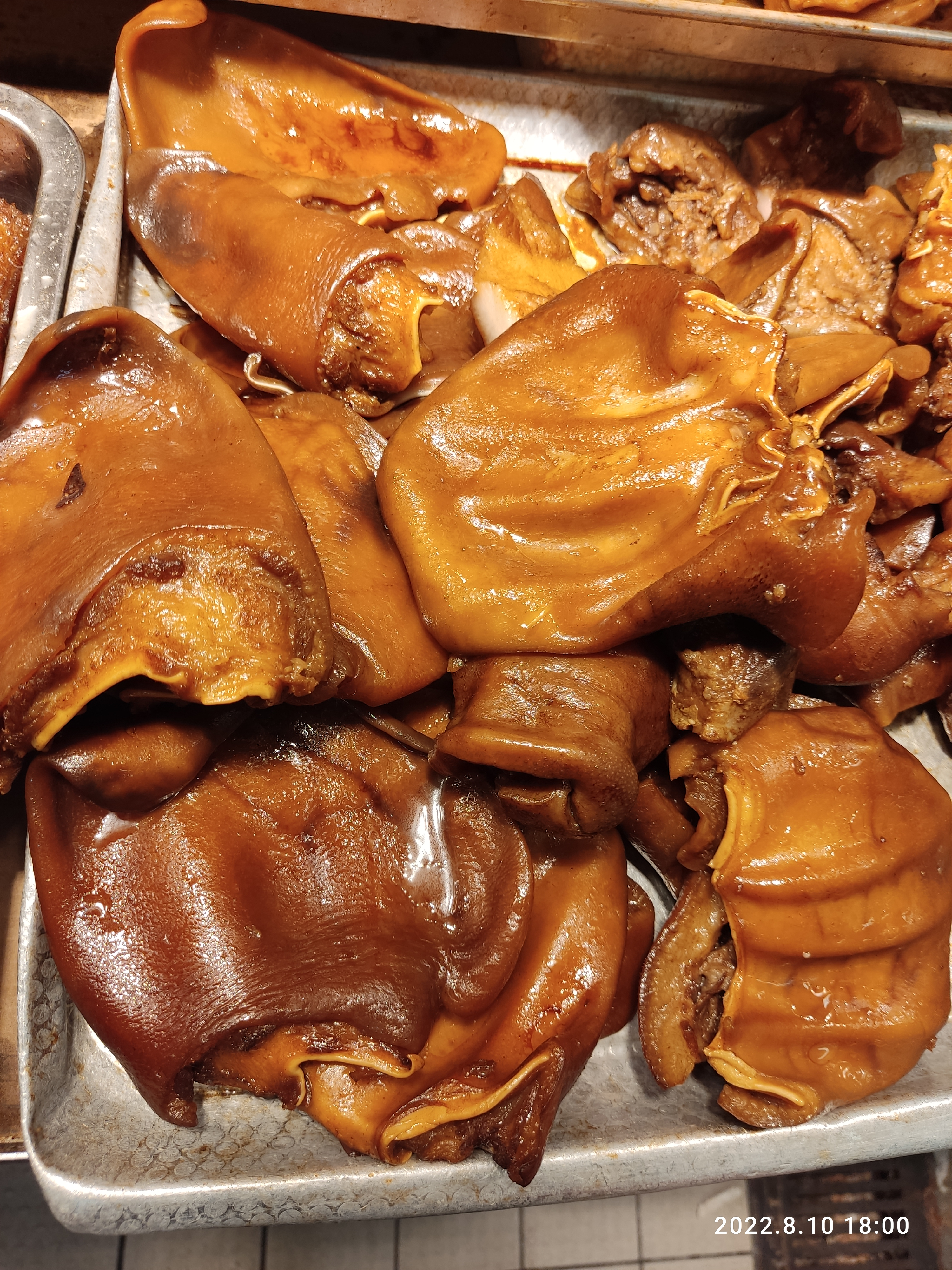
香港における豚耳

広東料理では、豚耳は滷味に使われる食材の一つである。豚の全可食部位を用いることに重点が置かれており、豚耳（および滷味全般）は珍味とは見做されていない。

#### ベトナム料理
ベトナム料理では、豚耳は薄切りにし、煎って細かく挽いた米粉と混ぜ合わせる。そのままで食べるか、香草と一緒にライスペーパーに巻きベトナム風のつけダレにつけて食する。

#### フィリピン料理
フィリピンにおいては、フィリピン料理のシシグの材料として、豚の尻尾肉や頬肉とともに豚耳が用いられることがある。

#### タイ料理

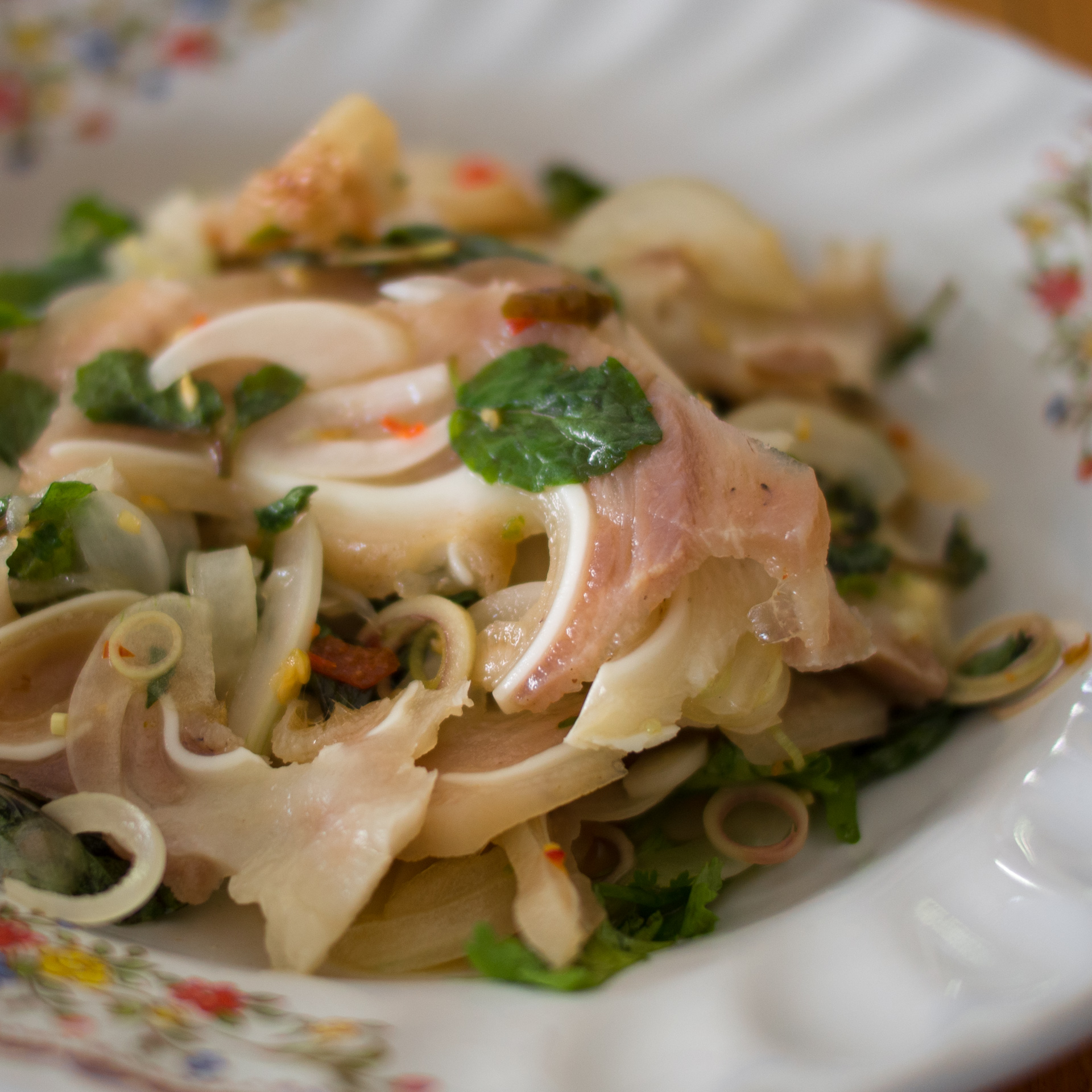
ヤムフームーは、薄切りにした豚耳を使ったタイのサラダである。

タイ料理では、豚耳は様々な料理に用いられる。なかでも、タイ北部のチンソクモク（発酵させた薄切りの豚耳をバナナの葉に包み、炙ったもの）やヤムフームー（薄切りの茹でた豚耳を材料とするタイサラダ）が代表例である。

### 欧米における利用

#### ブルガリア料理
ブルガリアでは、豚耳はワインかビールの前菜として用いられる。茹でた後、レモンや醤油、塩、胡椒で焼く。

#### リトアニア料理
リトアニアでは豚耳をキアウレス・アウシスと呼び、燻製にしたあと薄く切ってビールのつまみとするか、丸ごと茹でた後西洋わさびと生野菜かピクルスと付け合わせ、主菜として供される。

#### スペイン料理
スペイン料理における豚耳は、揚げるか、焼いてタパスのひとつであるオレハ・デ・セルドにするか、シチューやコシードなど様々な形で煮込まれるかの調理法を経て食される。

#### ポルトガル料理
ポルトガル料理においては、豚耳は茹でた後炙り、ニンニクと生コリアンダーを付け合わせてオレルハ・デ・ポルコ・デ・コエントラダとする。

#### アメリカ料理

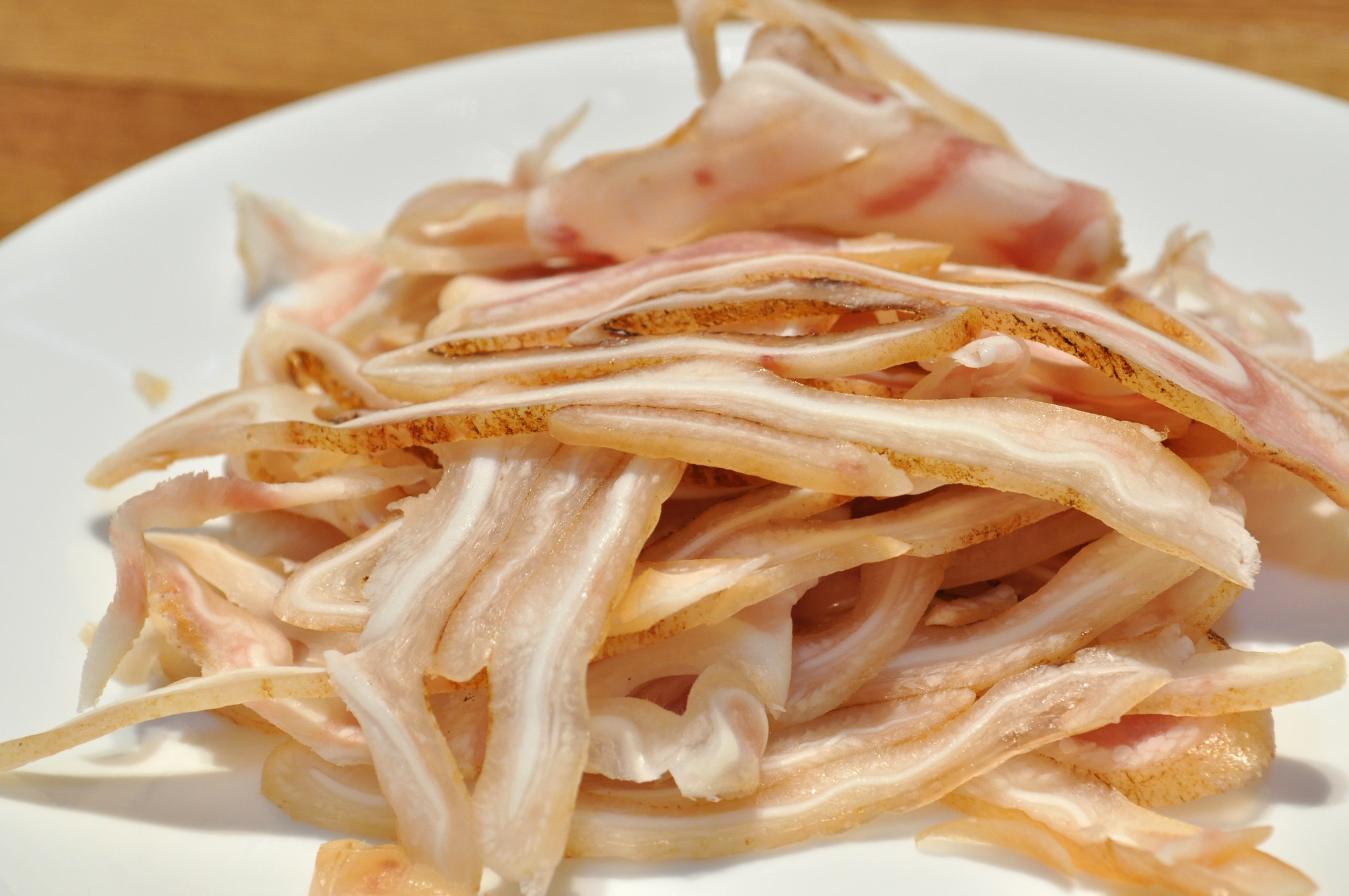
薄切りにした豚耳

豚耳は南部のアフリカ系アメリカ人の間で生まれたソウルフードの一つである。
英語で豚耳は「ピッグスイア（Pig's ears）」と呼ばれるが、米国には茹でたペイストリーを「ピッグスイア」と俗称する地域もある。このペイストリーの製法は以下の通りである。まず、パイ生地に似た生地を伸ばし、大きな円（大抵は直径 3インチほど）になるように切り、果物の甘い餡、または香り高いチーズの餡を中に詰める。その後ペイストリー生地を折り返し、フォークで刺して留めたのち、出来上がるまで茹で、温かいうちに食する。茹でた後の仕上げ方として、焼く、揚げる、あるいはフライパンで炒めるという製法もあるほか、しばしば粉砂糖がまぶされる。
ノースカロライナ州西部では、ブタのレバーや豚耳、豚の鼻肉と、コーンミールや香辛料を使って作られるレバーマッシュと呼ばれる豚肉製品が一般的である。

## イヌの食材としての豚耳
国によっては、豚耳がドッグフードとして扱われており、ペットショップで広く入手可能である。